# Sonsoles Ónega Salcedo
Sonsoles Ónega Salcedo (Madrid, 30 de novembre de 1977) és una periodista i presentadora de televisió madrilenya. Actualment treballa de presentadora al programa Y ahora Sonsoles de la cadena de televisió espanyola Antena 3.

## Biografia
Filla del també periodista Fernando Ónega i germana de Cristina Ónega, es va llicenciar en Periodisme per la Universitat CEU San Pablo de Madrid.
Especialitzada en mitjans audiovisuals, va començar la seva carrera professional a CNN+. D'aquí va passar a la cadena Cuatro. L'any 2008 s'incorpora als serveis informatius de Telecinco, on durant deu anys exerceix com a cronista parlamentària al Congrés dels Diputats.
Des de 2018 presenta el programa de successos de la mateixa cadena Ya es mediodía.
A més, col·labora com a analista política a l'espai radiofònic La tarde de COPE.
Quant a la seva faceta literària, l'any 2004 publica la novel·la curta Calle Habana, esquina Obispo. Després va publicar-se Donde Dios no estuvo, sobre l'11-M. No obstant això, el seu major èxit va ser la novel·la Después del amor (2017), ambientada a l'Espanya de la Segona República.
L'any 2020, Ónega s'embarca en nou projecte televisiu i serà l'encarregada de presentar les gales dominicals del seu primer reality, La casa fuerte.
Al juliol del 2022, fitxa per la cadena Atresmedia Televisió, per a presentar un nou projecte per a Antena 3 de cara la próxima temporada. Per tant, deixa de estar al capdevant del programa Ya es mediodía

## Vida privada
Casada des de 2008 amb l'advocat Carlos Pardo Sanz, és mare de dos fills. L'agost de 2019 va cessar la convivència amb el seu marit i el 2020 es va donar a conèixer la seva separació.

## Televisió
Programes
| Any            | Programa                     | Cadena    | Notes                              |
| -------------- | ---------------------------- | --------- | ---------------------------------- |
| 1999; 2005     | Informatius                  | CNN+      | Redactora                          |
| 2005; 2008     | Noticias Cuatro              | Cuatro    | Reportera                          |
| 2008 - 2018    | Informativos Telecinco       | Telecinco | Reportera i cronista parlamentària |
| 2018 - 2022    | Ya es mediodía               | Telecinco | Presentadora                       |
| 2020           | A propósito de Superviventes | Telecinco | Presentadora. Gala única.          |
| 2020 - present | La casa fuerte               | Telecinco | Presentadora                       |

## Premis
- Antena de Plata
- Premio Letras de novela corta (2004).
- Premi Fernando Lara de Novel·la (2017).[6]